# Населённые пункты Тверской области
Тверская область включает следующие населённые пункты:
- 51 городской населённый пункт (в списках выделены оранжевым цветом), в том числе:
  - 23 города, среди которых выделяются:
    - 4 города областного значения;
    - 10 городов окружного значения;
    - 9 городов районного значения;

  - 28 посёлков городского типа, среди которых выделяются:
    - 2 пгт, образующие закрытые административно-территориальные образования (ЗАТО);
- 9532 сельских населённых пункта (по данным переписи 2010 года).

Населённые пункты Тверской области распределены по административно-территориальным единицам верхнего уровня Тверской области:
- 20 округов, в том числе
  - 4 городских округа, образованных городами областного значения;
  - 10 округов, образованных городами окружного значения и другими населёнными пунктами
    - 5 городских;
    - 5 муниципальных;

  - 2 округа, образованных закрытыми административно-территориальными образованиями;
  - 8 муниципальных округов, образованных другими населёнными пунктами;
- 18 районов.

С точки зрения муниципального устройства населённые пункты Тверской области распределены по муниципальным образованиям верхнего уровня в Тверской области:
- 11 городским округам;
- 13 муниципальным округам;
- 18 муниципальным районам.

Численность населения сельских населённых пунктов приведена по данным переписи населения 2010 года, численность населения городских населённых пунктов (городов и пгт) — по оценке на 1 января 2021 года.

## Округа

### Городские округа, образованные городами областного значения (городские округа)
Города областного значения образуют округа как единственные населённые пункты, входящие в их состав.
| № | Населённый пункт | Тип   | Население |
| - | ---------------- | ----- | --------- |
| 1 | Кимры            | город | 40 875    |
| 2 | Ржев             | город | 52 619    |
| 3 | Тверь            | город | 416 219   |
| 4 | Торжок           | город | 41 116    |

### Округа, образованные ЗАТО (городские округа)
| № | Населённый пункт | Тип | Население |
| - | ---------------- | --- | --------- |
| 1 | Озёрный          | пгт | 9951      |
| 2 | Солнечный        | пгт | 1840      |

### Прочие
О населённых пунктах, входящих в состав остальных округов, см.:
Населённые пункты Тверской области в округах (от А до Н);
Населённые пункты Тверской области в округах (от О до Я).

## Районы
О населённых пунктах, входящих в состав районов, см.:
Населённые пункты Тверской области в районах (от А до Й);
Населённые пункты Тверской области в районах (от К до П);
Населённые пункты Тверской области в районах (от Р до Я).